# Beatrice Lundmark
Beatrice Lundmark (Lugano, 26 aprile 1980) è un'ex altista svizzera con cittadinanza italiana.

## Biografia
Figlia di padre magiaro-svedese e Silvia Massenz (detentrice italiana del record del salto in alto nel 1971), Beatrice Lundmark debutta nel salto in alto nelle società sportive di Como e Bellinzona dall'età di 17 anni.
Debutta internazionalmente nel 2005, partecipando alle Universiadi di quell'anno. Nella sua carriera ha preso parte a due edizioni degli Campionati europei di atletica leggera e ha conquistato due medaglie ai Giochi della Francofonia e dieci titoli nazionali tra il 2006 e il 2012. Si è ritirata dalle competizioni nel 2015.

## Palmarès
| Anno | Manifestazione           | Sede       | Evento        | Risultato | Prestazione | Note |
| ---- | ------------------------ | ---------- | ------------- | --------- | ----------- | ---- |
| 2005 | Universiadi              | Smirne     | Salto in alto | 11ª       | 1,70 m      |      |
| 2005 | Giochi della Francofonia | Niamey     | Salto in alto | Bronzo    | 1,79 m      |      |
| 2007 | Universiadi              | Bangkok    | Salto in alto | 11ª       | 1,80 m      |      |
| 2009 | Giochi della Francofonia | Beirut     | Salto in alto | Argento   | 1,84 m      |      |
| 2010 | Europei                  | Barcellona | Salto in alto | 10ª       | 1,89 m      |      |
| 2011 | Europei indoor           | Parigi     | Salto in alto | 21ª (q)   | 1,85 m      |      |

## Altre competizioni internazionali
2010
- Bronzo agli Europei a squadre ( Belgrado), salto in alto - 1,87 m